# Bahnhof Schorndorf
Der Bahnhof Schorndorf liegt an der 1861 eröffneten Bahnstrecke Stuttgart-Bad Cannstatt–Nördlingen. Seit 1908 zweigt in Schorndorf die Wieslauftalbahn als Nebenbahn von dieser ab. Der Trennungsbahnhof wird im Betriebsstellenverzeichnis unter der Bezeichnung TSF geführt und von circa 10.000 Reisenden täglich genutzt (2015).

## Lage
Der Bahnhof befindet sich unmittelbar am nördlichen Rand der historischen Altstadt Schorndorfs. Damit liegt er direkt im Zentrum. Östlich neben dem Bahnhof liegt der Zentrale Omnibusbahnhof (ZOB), weiter westlich folgt der ehemalige Güterbahnhof. Direkt auf der nördlichen Seite der Unterführung befindet sich das Berufsschulzentrum sowie die, auch mit einem Lift erreichbare, Bushaltestelle Bahnhof Schorndorf (Grabenstr.). Ebenfalls nördlich liegt die Vorstadt.

## Aufbau des Bahnhofes

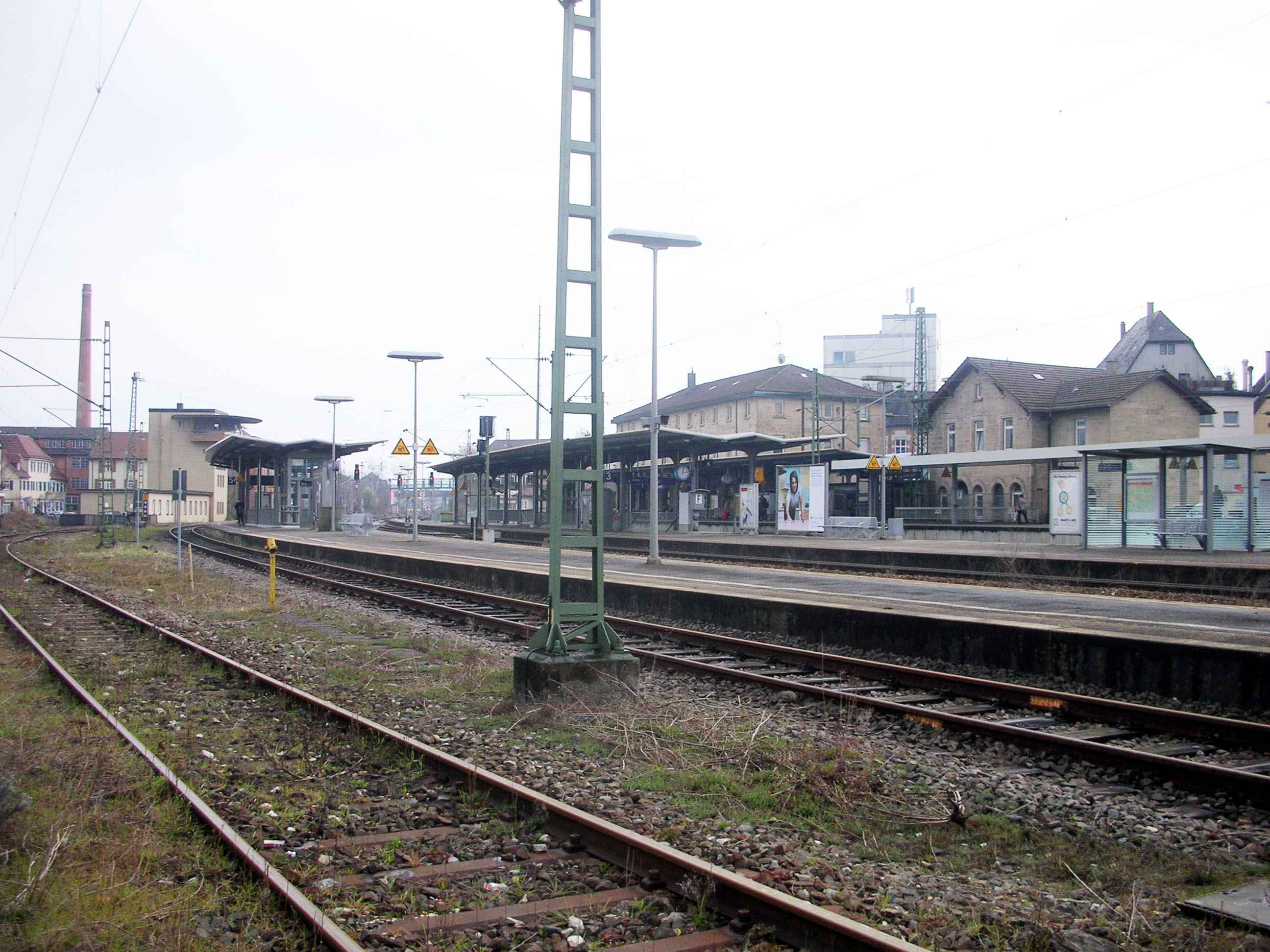
Blick auf die Gleise in Richtung Aalen

Der Bahnhof besteht aus einem 1863 im Stil der Neo-Renaissance errichten Empfangsgebäude und einigen An- bzw. Neubauten.
Er besitzt sechs Bahnsteiggleise, nämlich die Gleise 1–5 sowie im Süden des Bahnhofes Gleis 14. Die Gleise 1–3, Gleis 5 sowie Gleis 14 werden planmäßig genutzt.
Gleis 5 dient ausschließlich der Wieslauftalbahn. Es ist – nach Demontage der östlichen Weichen – nur noch auf der westlichen Bahnhofsseite mit der Hauptbahn verbunden.
Gleis 4 dient ausschließlich Überholungen, früher wendenden Zügen und als Abstellgleis für S-Bahnen.
Alle Bahnsteige sind über Rampen bzw. Aufzüge barrierefrei erreichbar.
Im Zuge der Konjunkturprogramme des Bundes wurde das Empfangsgebäude in den Jahren 2009 bis 2010 energetisch saniert. Weiter wurde es unter denkmalschutzrechtlichen Gesichtspunkten äußerlich wieder an den Ursprungszustand angepasst.
Zusätzlich wurde auch das Bahnsteigdach am verlängerten Hausbahnsteig saniert.

## Geschichte

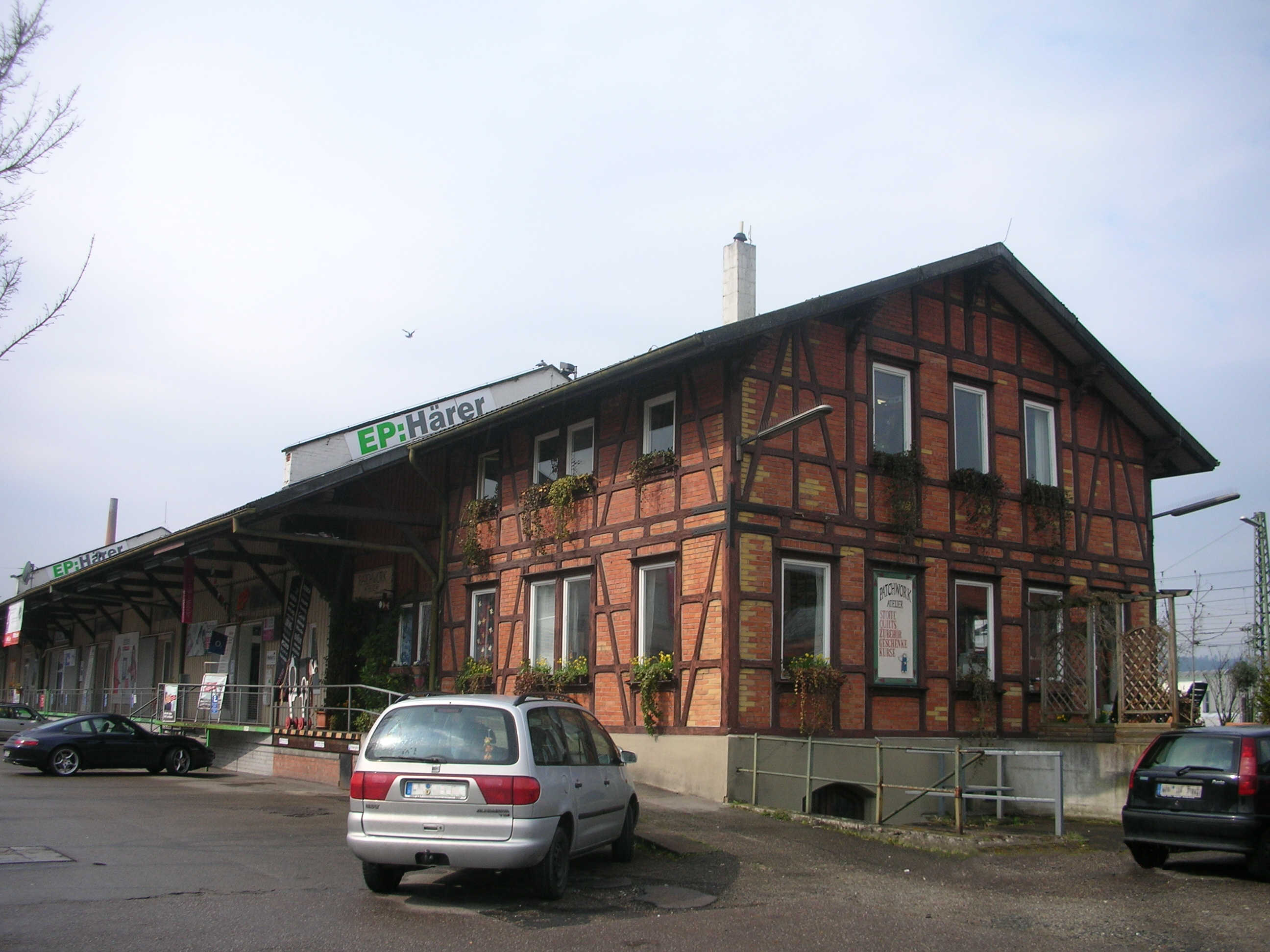
Ehemaliger Güterbahnhof

Nachdem im Jahr 1850 die Filstalbahn eröffnet worden war, begann im Jahr 1858 der Bau zur Remsbahn. Für den Bereich Schorndorf wurde 1845 ursprünglich geplant, die Trasse südlich der Stadt zu bauen. Der Gemeinderat und der Bürgerausschuss entschieden 1858 allerdings gegen diese Lösung. Anfang des Jahres 1860 erreichte der Bahnbau Schorndorf.
Der Eisenbahnbau in Zeiten großes Elends bewahrte auch in Schorndorf viele Menschen vor Hunger oder Auswanderung. Der Bahnhof wurde zwischen dem damaligen Stadtkern, der heutigen Altstadt, und der Vorstadt gebaut. Abnahmefahrten des Abschnitts von Cannstatt bis Schorndorf mit Feierlichkeiten am Bahnhof fanden am 23. Juni 1861 statt. Am 18. Juli 1861 wurde der Bahnhof eröffnet. Eine Woche später, am 25. Juli 1861, ging die Strecke von Cannstatt bis Wasseralfingen in Betrieb und der fahrplanmäßige Betrieb wurde aufgenommen.
In den Jahren 1873 und 1874 gab es zudem Pläne für eine Verbindung von Schorndorf nach Plochingen, dieses Projekt wurde aber wieder verworfen. Andere Pläne sahen eine Strecke von Schorndorf nach Ludwigsburg vor, doch auch diese Idee wurde nicht realisiert.

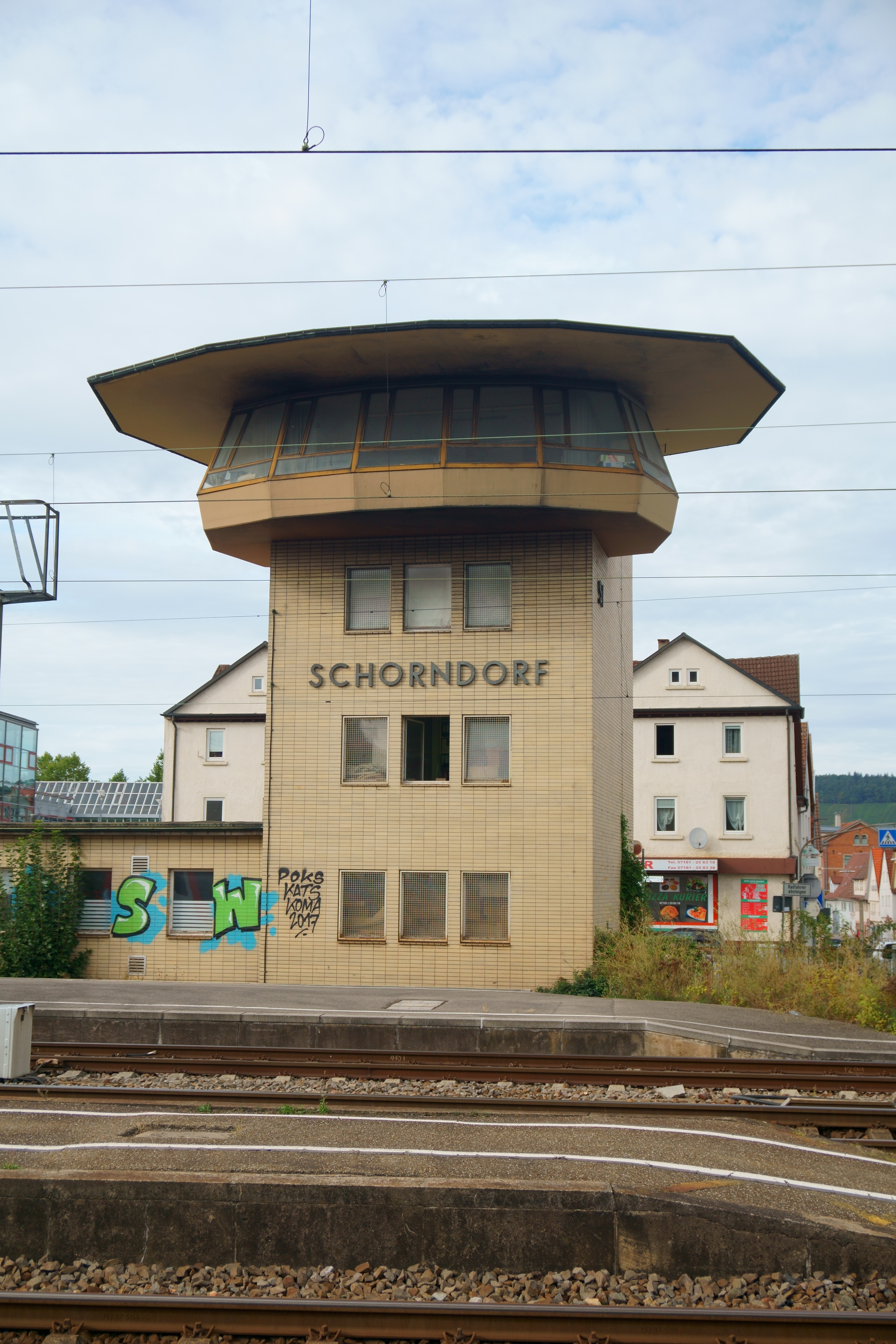
Das 2001 außer Betrieb genommene Schorndorfer Stellwerk

Nach langwierigen Verhandlungen wurde ein abzweigende Strecke nach Rudersberg und Welzheim durch die Staatsbahn gebaut und am 28. November 1908 bis Rudersberg sowie am 25. November 1911 auf dem Reststück bis Welzheim eröffnet. Der Bahnhof wurde so zum Trennungsbahnhof.
1962 erhielt der Bahnhof anlässlich der Elektrifizierung, bei gleichzeitiger Integration in den Stuttgarter Vorortverkehr, ein neues Stellwerk mit der Bezeichnung Sf (Schorndorf, Fahrdienstleiter). Es handelte sich hierbei Spurplandrucktastenstellwerk der Bauart 59 von Siemens (Sp Dr S59), das am 1. Juli 2001 außer Betrieb genommen wurde. Seither wird Schorndorf vom Elektronischen Stellwerk in Waiblingen ferngesteuert.

### Ausblick
In Schorndorf sollen zusätzliche Abstellplätze für S-Bahnen entstehen. Der Verband Region Stuttgart beschloss am 22. April 2020, eine entsprechende Planung (Leistungsphasen 1 bis 4) zu beauftragen. Ende 2021 lag eine Vorplanung vor, alternative Konzepte wurden entwickelt.
Im August 2023 beantragte die Deutsche Bahn eine Modernisierung der Verkehrsstation. Dabei sollen die Mittelbahnsteige 2/3 und 4/5 in ihrer Länge und Bahnsteighöhe verändert werden und am Hausbahnsteig ein taktiles Leitsystem gebaut werden. Vom 15. April bis 17. Mai 2024 lagen die entsprechenden Unterlagen im Rahmen des Planfeststellungsverfahrens öffentlich aus. Der Umbau ist in den Jahren 2026 und 2027 vorgesehen.
Der Bahnhof ist Teil des Planbereichs 2 des Digitalen Knotens Stuttgart, der 2031 in Betrieb genommen werden soll. Ferner ist er Teil einer geplanten Pilotierung einer neuartigen Sicherungstechnik mit „ETCS Level 3“ (mit Zugintegritätsüberwachung).

## Verkehr
Der Bahnhof ist der Preisklasse 3 der Deutschen Bahn zugeordnet. Die zulässige Geschwindigkeit für Zugfahrten im Bahnhofsbereich liegt zwischen 40 km/h und 130 km/h.
Die durchgehenden Hauptgleise liegen im Bahnhofsbereich in mehreren Bögen von rund 590 m bis 650 m Radius. Die Trassierung lässt Geschwindigkeiten zwischen 90 und 105 km/h zu.

### Fernverkehr
Morgens halten zwei Intercity-Züge in Richtung Nürnberg und abends zwei Intercity-Züge in Richtung Stuttgart der Linie 61 Karlsruhe – Leipzig in Schorndorf.
| Linie | Strecke | Takt          |
| ----- | --- | ------------- |
| IC 61 | Karlsruhe – Pforzheim – Mühlacker – Vaihingen – Stuttgart – Schorndorf – Schwäbisch Gmünd – Aalen – Ellwangen – Crailsheim – Ansbach – Nürnberg – Saalfeld – Leipzig | zwei Zugpaare |

### Regionalverkehr
Schorndorf ist Zwischenstation der im Halbstundentakt von Stuttgart nach Aalen verkehrenden Metropolexpress-Züge der Linie MEX 13. Außerdem halten im Zweistundentakt die Regionalexpress-Züge der Linie RE1 von Karlsruhe nach Aalen. Der Bahnhof ist Endpunkt der Linie S2 (Schorndorf–Stuttgart–Flughafen–Filderstadt) der S-Bahn Stuttgart und der Linie RB 61 der Württembergischen Eisenbahn-Gesellschaft (WEG). Die Ein- und Ausfahrt der S-Bahnen erfolgen weitgehend mit 40 km/h, wobei teilweise Gleise der Gegenrichtung gekreuzt werden.
| Linie | Linienverlauf | Taktfrequenz                                                               |
| ----- | --- | -------------------------------------------------------------------------- |
| RE1   | Karlsruhe – Pforzheim – Stuttgart – Schorndorf – Schwäbisch Gmünd – Aalen | Zweistundentakt                                                            |
| MEX13 | Stuttgart – Schorndorf – Schwäbisch Gmünd – Aalen (– Ellwangen – Crailsheim) | Halbstundentakt; bis Ellwangen Stundentakt, bis Crailsheim Zweistundentakt |
| RB61  | Schorndorf – Miedelsbach-Steinenberg – Schlechtbach – Rudersberg – Rudersberg-Oberndorf                                                                                           | 30-Minuten-Takt, Samstags Stundentakt, Sonntags kein Verkehr               |
| S 2   | Schorndorf – Endersbach – Fellbach – Waiblingen – Nürnberger Straße – Bad Cannstatt – Hauptbahnhof – Stadtmitte – Schwabstraße – Vaihingen – Rohr – Flughafen/Messe – Filderstadt | 30-Minuten-Takt, in den Hauptverkehrszeiten 15-Minuten-Takt                |

(Stand 2022)
Der Verband Region Stuttgart beabsichtigt, durch den Kauf zusätzlicher S-Bahn-Fahrzeuge zukünftig überschlagene Wenden und damit größere Zeitreserven in Schorndorf zu ermöglichen. Diese überschlagene Wende wird ab 10. April 2017 umgesetzt.

### Güterverkehr
Westlich vom Bahnhof liegt der Gleisanschluss für das Logistik-Zentrum von Mahle und des zum Whirlpool-Konzern gehörenden Hausgeräteherstellers Bauknecht, auf dem aber mittlerweile kein Güterverkehr mehr stattfindet. Früher gab es in Schorndorf ein weitverzweigtes Industriegleisnetz, das sich über das Industriegebiet Hammerschlag, die Vorstadtstraße und einen Teil der Remsstraße erstreckt hat. Auch das Produktionswerk von Bauknecht war bis um 2000 an den Schienenverkehr angebunden.

## Service im Bahnhof
Der Bahnhof verfügt im Empfangsgebäude über ein Reisezentrum, eine Bäckerei und einen Kiosk. Im benachbarten früheren Expressgutgebäude befinden sich heute eine Buch- und Zeitschriftenhandlung sowie ein Internetcafé.

## Trivia
Das Schorndorfer Stellwerk wurde vom Modellbauhersteller Faller unter der Bausatzbezeichnung B 125 als H0-Modell in ihr Programm aufgenommen.